# Karaokekungen
Karaokekungen är en svensk komedifilm från 2009. Historien är baserad på novellen med samma namn, utgiven 2005 på Starfalk förlag.

## Handling
Pirko bestämmer sig för att åka norrut och söka efter sina rötter, efter att han blivit hånad av sina vänner och lämnad av sin fru.
Efter sin mormors plötsliga död och jakt på tröst och kärlek hittar han en karaokebar där han får uppskattning genom att imitera Elvis. Hans gamla vänner försöker åter få hans uppmärksamhet efter att han vunnit en tävling och rönt flera framgångar.

## Rollista
I urval:
- Kjell Wilhelmsen - Pirko
- Lars Andersson - Johnny
- Ingvar Örner - Olav
- Inger Hayman - mormor
- Mia Skäringer - Linda
- Gloria Tapia - Bettan
- Sten Ljunggren - skyddsängeln
- Peter Parkrud - Mikko
- Anna-Lotta Larsson - Ibizamamman
- Lars Väringer - svensken Sven
- Lisbeth Johansson - operadiva
- Niclas Fransson - The Duke